# 马克-安托万·夏庞蒂埃
马克-安托万·夏庞蒂埃（法語：Marc-Antoine Charpentier，發音：[maʁk ɑ̃twan ʃaʁpɑ̃tje]；1643年—1704年2月24日），法国作曲家。尽管夏庞蒂埃没有在路易十四的宫廷中担任职务，但他的才华使他在巴黎的音乐界中占有重要的地位。夏庞蒂埃的一生生活在吕利的阴影下，他死后很快就被世人遗忘。直到20世纪，他的音乐才重新被发掘并为世人所知，被称为最有天赋和多才多艺的法国作曲家。

## 生平
夏庞蒂埃具体出生日期不明，其幼年的经历和受教育情况也仍不明确。但有间接的证据表明，他曾在教会受教育。目前没有文献证明他来自于艺术世家，并去意大利学习绘画。他大致在1666年5月至1667年12月间到达意大利，并跟随卡利西米（Carissimi）学习了三年。现在有研究怀疑卡利西米是否曾教授夏庞蒂埃，但夏庞蒂埃受到意大利音乐的影响确实毫无疑问的。现存有夏庞蒂埃亲笔签名的意大利作曲家的音乐抄本中，包括了卡利西米的清唱剧《耶夫塔》以及弗朗切斯科·贝雷塔（Francesco Beretta）尚未出版的为四声部而作的Missa mirabiles elationes maris。
夏庞蒂埃应当接触到的其他意大利作曲家多梅尼科·马佐基（Domenico Mazzocchi）、斯特拉代拉、博尼法齐奥·格拉齐亚尼（Bonifazio Graziani）、弗朗切斯科·福贾（Francesco Foggia）和帕斯奎尼（Pasquini）。塞巴斯蒂安·德·布罗萨尔（Sebastien de Brossard）在1724年於他的《prodigious》中说，夏庞蒂埃将一些意大利作曲家经文歌的抄本和卡利西米的清唱剧抄本带回了巴黎。
夏庞蒂埃生前出版的作品非常少，仅歌剧Circé中的一些咏叹调和airs sérieux et à boire、歌剧《美狄亚》的全剧以及一些小型的声乐合唱作品出版过。这些作品均由Christophe Ballard出版发售。非常幸运的是，夏庞蒂埃非常仔细的保管了自己的手稿，并对手稿进行了编号。他把这些手稿留给了他的侄子，雅克·爱德华（Jacques Edouard），一位出版家及图书销售商。雅克·爱德华在1709年出版了12首小经文歌。其后，这些手稿在1727年被国王的图书馆收藏，并在1990年开始出版发售。

## 作品

### 舞台音乐
夏庞蒂埃的舞台音乐作品留存下来的超过30部。其中一部分是为法国喜剧而作的序曲、戏剧配乐；另一部分是田园剧、歌剧化的嬉游曲及抒情悲剧。

## 作品列表
夏庞蒂埃作品1号至548号为音乐作品，549至551为文献资料。另失传的作品没有编号，这里按照作品类型列示了从1号至548号的全部作品归类，并将重要的作品名称列出。

### 宗教声乐作品
- 弥撒masses，作品1-11号
- sequences，作品12-15号
- antiphons，作品16-52号
- 赞美诗hymns，作品52-71号
- 尊主颂Magnificat，作品72-81号
- Litany of Loreto，作品82-90号
- 熄灯礼拜Tenebrae lessons and responsories，作品91-144号
- 感恩赞Te Deum，作品145-148号
- 诗篇psalms，作品149-232号
- 经文歌elevation motets，作品233-280号
- 经文歌‘Domine salvum’ motets，作品281-305号
- 经文歌occasional motets，作品306-390号
- 清唱剧dramatic motets (oratorios)，作品391-425号
- 经文歌miscellaneous motets，作品426-439号

### 咏叹调
- 咏叹调airs sérieux et à boire，作品440-470号

### 康塔塔
- 康塔塔cantatas，作品471-478
  - 471地狱里的奥菲欧，Orphée descendant aux enfers
  - 474酒神的胜利，Le triomphe de Bacchus

### 田园剧、嬉游曲、歌剧
- 田园剧、嬉游曲、歌剧pastorals, divertissements and operas，作品479-493
  - 479小田园剧，潘神的决断，Petite pastorale（Le jugement de Pan）
  - 480嬉游曲，凡尔赛的乐趣，Les plaisirs de Versailles
  - 481田园剧，阿克提翁，Actéon
  - 482田园剧，耶稣的诞生，Sur la naissance de notre Seigneur Jésus Christ
  - 486田园剧，花环，La couronne de fleurs
  - 487歌剧，繁华的艺术，Les arts florissants
  - 488歌剧，地狱里的奥菲欧，La descente d’Orphée aux enfers
  - 490抒情悲剧，大卫和约拿丹，David et Jonathas
  - 491抒情悲剧，美狄亚，Médée

### 插曲和戏剧配乐
- 插曲和戏剧配乐intermèdes and incidental music，作品494-507
  - 495Le malade imaginaire（莫里哀）
  - 496Circé（皮埃尔·高乃依）
  - 504安德罗梅德，Andromède

### 宗教器乐作品
- 宗教器乐作品sacred instrumental，作品508-539

### 世俗器乐作品
- 世俗器乐作品，作品540-548